# Stigmatochromis
Stigmatochromis é um género de peixes da família Cichlidae, que são endêmicos no lago Niassa, na África Oriental.

Este género contém as seguintes espécies:
- Stigmatochromis macrorhynchos Stauffer, Cleaver-Yoder & Konings, 2011
- Stigmatochromis melanchros Stauffer, Cleaver-Yoder & Konings, 2011
- Stigmatochromis modestus (Günther, 1894)
- Stigmatochromis pholidophorus (Trewavas, 1935) (Candle Hap)
- Stigmatochromis pleurospilus (Trewavas, 1935)
- Stigmatochromis woodi (Regan, 1922)